# Циклоз
Циклоз (грец. kykloō кружляти, обертати) — внутрішньоклітинний рух цитоплазми, що супроводжується переміщенням речовин і органоїдів та відбувається без зовнішньої деформації клітини. Вперше описаний у XVIII ст. італійським вченим Корті. Швидкість циклозу залежить від агрегатного стану цитоплазми і зростає в періоди високої функціональної активності клітини (поділ, збудження, запліднення та ін.) Циклоз легко спостерігати в пилкової труби, що росте і в гіфах грибів.

### Підручники
- Малая медицинская энциклопедия. — М.: Медицинская энциклопедия. 1991—96 гг.
- Первая медицинская помощь. — М.: Большая Российская Энциклопедия.1994 г.
- Энциклопедический словарь медицинских терминов. — М.: Советская энциклопедия. 1982—1984 гг.